# 看門狗 (遊戲)
《看門狗》（標示為WATCH_DOGS）是由育碧蒙特婁開發、育碧軟體發行的一款開放式世界動作冒險遊戲。遊戲的場景是一個虛構的芝加哥市，而玩家在單機模式中所扮演的主角是一位名叫艾登·皮爾斯（Aiden Pearce）的電腦駭客，他的外甥女在一場蓄意陷害的車禍中喪生，而艾登則在悲痛與憤恨之際試圖找出真相並尋求報復。《看門狗》首先於2014年5月27日發行Microsoft Windows、PlayStation 3、PlayStation 4、Xbox 360和Xbox One的版本，Wii U的版本則於半年後的2014年11月18日延後上市。2019年5月10日推出简体中文版。
本作使用的是第三人稱視角，玩家可以透過操控主角艾登以步行或是開車的方式自由地在芝加哥市區和附近的郊區、高級社區甚至是到貧民窟裡探索。艾登是一位技能高超的灰帽駭客，他能夠入侵芝加哥的中央作業系統「ctOS」並操控或是摧毀遊戲中的電子設備。此外，遊戲也提供線上多人模式，最多可以同時八人在和單機模式相同的場景中進行合作或是競爭的任務。
《看門狗》的製作在2012年6月首次亮相之後，便受到高度的關注與期待。遊戲發行之後也受到普遍的好評，許多評論認為這部作品在可駭入的物件以及可執行的任務種類上非常多樣化。負評則指出遊戲的操控有瑕疵、以及一些技術性問題。整體而言，《看門狗》在商業獲利的表現上相當傑出：它創下育碧遊戲有史以來發行首日銷售量最高的紀錄，並在發行後的一周內便獲得超越400萬份的銷售成績。2016年6月，育碧公布其續作《看門狗2》，並於同年11月發行。

## 遊戲
《看門狗》是一款開放世界型第三人稱電子遊戲。在遊戲中，玩家需要扮演艾登·皮爾斯（Aiden Pearce，由諾姆·詹金斯配音），透過黑客各種與城市中心操作系統（ctOS）連結的電子系統解決大量任務。例如艾登可以入侵他人的手機，盜取其銀行資料並利用這些資料竊取其銀行儲蓄。艾登亦可以引發交通設備故障，以引致交通意外發生。艾登更可以進行跑酷。玩家在遊戲中有特定的任務或目標，而亦可在城市裡透過擴增實境查閱市民的個人資料，並推測其潛在行為。玩家在遊戲中須要完成任務，包括殺死指定目標、逃避警察、保護潛在受害者等。此遊戲更有在線多人模式，允許玩家在多人模式中控制監控攝像機入侵對手。

## 情节

### 情节详述
故事设定在一個正在進行信息戰、數據互聯、電子產品日漸普及的世界中。鑑於2003年美加大停电由一名駭客引起，美國芝加哥設有一台監控全市資訊的超級電腦「中央操作系統」（ctOS，Central Operating System），幾乎控制了市內每一件電子儀器並儲存了所有市民的個人資料及行動紀錄。
2012年，主角艾登·皮爾斯在梅洛特酒店（Merlaut Hotel）與師傅戴米安·布倫克斯（Damien Brenks）入侵銀行電腦系統失敗並遭報復，其外甥女因被捲進事件后喪生。11個月後，艾登請黑客「Badboy17」和約爾迪·秦（Jordi Chin）協助，終於在棒球场尋獲當天的收尾人莫里斯·維加（Maurice Vega），但他拒絕供出僱主名稱（莫里斯不斷的說當時是莉娜在窗邊被他看到，他當時心一亂導致失誤），因此艾登把他交予約爾迪拘禁並回到貓頭鷹汽車旅館進行調查。
艾登的妹妹妮琪·皮爾斯（Nicky Pearce）的兒子傑克森·皮爾斯（Jackson Pearce）已經10歲了，並在她家舉行生日派對，這時有個不明來電開始騷擾妮琪，在艾登的找尋下撂倒了騷擾者，但他發現騷擾者是別人派來的，他再度請「Badboy17」幫忙，這段期間艾登接到了約爾迪的電話請他去載一個人，卻發現自己載到的是芝加哥南方社團的人，而對方的首領正是德莫特·奎恩（Dermot Quinn），被載的人也因為自己的任務失敗而遭到奎恩殺害，艾登完成任務後責怪約爾迪，但約爾迪表示任務只要有錢，都會去接，並警告艾登如果被接，將會把莫里斯放走，艾登無可奈何，只好繼續接下。
後來「Badboy17」跟艾登表示自己有東西想要給艾登看，希望跟艾登見面，兩人後來在地下道見面，艾登一開始以為「Badboy17」是個男生，在「Badboy17」用電視看板請他轉身，「Badboy17」揭開了自己的真面目：克菈菈·里爾（Clara Lille），DecSec的一員，是個女生，她將DecSec專門控制ctOS的程式交給艾登並請他進入ctOS中心找尋指派人，經過克菈菈的協助之後，竟然發現是之前在梅洛特酒店事件中教導自己駭客技巧的師傅戴米安，在艾登背水一戰擊退戴米安派來的收尾人後，兩人在公園見面，但艾登拒絕協助查出當天使他們事敗的駭客，戴米安面感遺憾離去。
然而，上次棒球场事件中的其中一人卻沒死，艾登為了避免他將自己的身分告訴警方和收尾人，在約爾迪的協助下訊問收尾人老大和攻擊移監車輛後以「喬·史密斯」混入監獄，警告該名倖存者不得將自己的身分告訴警方，否則將讓他關60年（原本是60天），藉此保障了自己的身分。
不久戴米安因上次艾登拒絕的行為而劫持了妮琪作質，收尾人原本連傑克森都想抓，在艾登的阻止之後，艾登先將傑克森寄住在傑克森的心理醫生約蘭達·門德茲（Yolanda Mendez），艾登想要救出妮琪，雖然找到當時的收尾人，但該名收尾人似乎誤以為抓傑克森會比較多錢，但戴米安只要求抓妮琪，使得這名收尾人變成棄子，雖然撂倒對方，但還是不知道妮琪的位置，戴米安來電再次恐嚇艾登；最後艾登被迫服從戴米安的要求。
艾登回到貓頭鷹汽車旅館繼續查，這時克菈菈出現了，兩人一起調查當時入侵找到的影片，但影片已經損毀了，兩人還被收尾人攻擊，成功逃脫後，兩人來到當時布魯姆測試ctOS的碉堡，卻發現沒有橋樑的權限，在查詢當時監視器的資料發現了權限在托比亞斯·弗魯爾（Tobias Frewer）身上，兩人到托比亞斯的非法商店卻沒有找到，在艾登的找尋下，在一個非法撲克牌俱樂部找到了他，但托比亞斯緊張兮兮的，翻桌後不斷地對艾登開槍，但被艾登撂倒，最後只好交出橋樑的權限，兩人進入碉堡並回復大部分的設備，克菈菈和艾登查出該名駭客的身份：是一個在收容區的黑社會組織的首領“伊拉克”（Iraq），卻發現他的房間有刷卡機，如果沒有感應卡將無法直接駭入。
艾登發現“伊拉克”的表弟“臭蟲”的所作所為，決定利用他來做為跳板，在艾登跟蹤和錄音存證下，卻也從一名凡斯羅伊幫的士兵“兔子”得知“伊拉克”對“臭蟲”下達追殺令（玩家可以選擇協助“兔子”逃出去後從“兔子”打聽一切或是讓“兔子”被抓到後聽手機錄音），艾登先去找約爾迪，請他提供武器支援，約爾迪交給他一些黏彈後就離開了，艾登擊退了要追殺“臭蟲”的人，並在他的威脅下，“臭蟲”只能接受其要求。
艾登為了取得“伊拉克”的房間感應卡，得知“伊拉克”會參加一場人口販賣的拍賣會，克菈菈建議他偽裝成克里斯平·尼古拉斯（Crispin Nicholas），艾登幹掉了克里斯平後發現他的邀請函被放到了92極樂，也幫他準備了「波比特餐」，在艾登的到了92極樂發現了波比，後請克菈菈將他帶到拍賣會將她救出，也成功拿到了“伊拉克”的房間感應卡，然而艾登的偽裝卻被識破了，艾登逃出拍賣會後報警請警察抓拍賣會上的人。
拍賣會事件後沒多久，艾登接到傑克森的心理醫生約蘭達的電話告訴艾登，傑克森又跑出去，他似乎想要去找妮琪，但中途碰到收尾人，艾登要傑克森躲起來，艾登除掉了收尾人後要接走傑克森時才意識到，傑克森剛才從監視器看到了一切，心理感到著急，艾登將傑克森送回約蘭達的家裡後，約蘭達警告艾登，如果妮琪再不出面，她將會報警。
“臭蟲”在艾登的威脅下開始入侵“伊拉克”伺服器取得資料，但傳輸到了24%卻被“伊拉克”逮到，“臭蟲”差點被“伊拉克”丟出窗戶，“臭蟲”後來告訴艾登，“伊拉克”知道影片上的女人，那是蘿絲·華盛頓（Rose Washington），ctOS的開發者之一，兩人也扯平了，然而克菈菈發現資料被加密，艾登決定尋求該加密程式的原創者“T-Bone”的協助。艾登調查之後發現T-Bone在波尼的一間酒吧，兩人比了場喝酒比賽後，T-Bone卻因為艾登疑似洩漏自己的身分毆了艾登一拳，後來艾登替T-Bone完成其要求，然而，戴米安竟然出現在布魯姆總部洩漏艾登和T-Bone的位置，兩人背水一戰擊退布魯姆派來的收尾人，T-Bone先是將波尼的藏身處引爆後跟著艾登回到碉堡協助。
艾登突襲伊拉克的地盤、從其伺服器下載資料後，兩人再次碰面，“伊拉克”嘲諷艾登，先是大罵他上次叫“臭蟲”來偷他資料的事，也嘲諷梅洛特飯店是個華而不實的地方，並向艾登開戰，“伊拉克”最後還是被艾登幹掉，艾登看著“伊拉克”的屍體（透析器上面顯示他「光榮退伍」）指出他拿到太多黑函導致被反噬，而凡斯羅伊幫會改組，但也期許“臭蟲”能棄暗投明，然而，艾登回到碉堡準備看所得資料時卻被另一駭客第福特（Defalt）盜去和刪除，第福特也留下一段錄音，顯示克菈菈於11個月前替向艾登和戴米安報復的人士提供了二人的下落。艾登憤然把其驅逐後就資料失去一事向戴米安對質，戴米安卻向當局公開了艾登的身份。
艾登與T-Bone找出盜去伺服器資料的駭客並取回資料（此時除掉的並非第福特，而是他的替身），其後也查出妮琪的地點並把她救出，然而，因為妮琪為了逃出而殺了人，為了避免她們被捲入接下來的事件，艾登請妮琪和傑克森整理行李，請她們立即離開芝加哥，艾登到了約蘭達的家準備將兩人載走，約蘭達已經報警，一行人擺脫警察後到了波尼和帕克街區的邊境，艾登與兩人告別。
T-Bone解讀了資料後發現發出追殺命令的正是梅洛特酒店老闆德莫特·奎恩（Dermot Quinn）。艾登尋獲奎恩後干擾了其心律調節器，奎恩在被艾登第二次干擾心律調節器前一度拒絕向艾登下跪，但他後來告訴艾登，會下達追殺命令的原因是他與市長交好且以為艾登打算尋找能勒索市長的錄像檔，奎恩也告訴艾登，如果他當時直接走人，他或許不會怎麼樣，奎恩不斷的嘲諷艾登，但艾登回應奎恩表示自己是「私法制裁者」，就是專門清理像他這樣的人，而奎恩最終還是向艾登下跪了，並不斷向艾登道歉和談條件，但艾登聽不進去，再次干擾了其心律調節器來讓奎恩死亡。
艾登看著奎恩的屍體，想著自己所作所為，並將影片傳給了T-Bone，這時，外面出現了一堆警察，在逃離警察之後，戴米安打給艾登告訴他克菈菈想要拿自己來妮琪交換，當場讓艾登嚇了一大跳，當場開始找尋克菈菈的位置，發現她在當時埋葬莉娜的墓地。
艾登趕往了墓地，惟克菈菈已被奎恩的手下伏擊而死，而她的手機留下了訊息，艾登才知道克菈菈當年意識到自己的行為害死了莉娜後，一直想要賠罪，艾登也在追查戴米安下落時發現他已进入了中央操作系統，使他能取得整個城市的資訊，艾登将T-Bone的電腦病毒上載至中央作業系統使城市陷入停電後尋獲戴米安（此關卡玩家如有技巧在防火牆時間內完成駭入可以看到DedSec對艾登的快速感到訝異的訊息），最终艾登在灯塔上对质戴米安，但此时被收买的约尔迪突然登场，並威脅艾登把槍與手機交出來，最後艾登引爆燈塔的燈泡，撂倒了约尔迪并且干掉了戴米安，事後，约尔迪打電話給艾登告訴他莫里斯的拘禁地点处，最终由玩家決定是否要處決莫里斯。
因為芝加哥的ctOS推行順利（雖然當時艾登使用T-Bone的電腦病毒導致整個芝加哥大停電，而在劇情結束後，布魯姆緊急修復ctOS，夏綠蒂接受訪問時依然宣稱ctOS沒問題），布魯姆宣布發表ctOS 2.0，並推送到全美國，目標是推送到全世界（預告了看門狗2的劇情），而DedSec因為遭到第福特攻擊認為面子掛不住，發表影片向布魯姆宣戰，同時，芝加哥市長拉什摩爾·唐納文也因不明原因死亡，死後其貪污等醜聞相繼被揭發，夏綠蒂也決定參選下任芝加哥市長，並強調會改善一切。

### 剧情DLC-BAD BLOOD（血恨交织）
在正篇結束的一年後，丁骨跑去布魯姆持續消除自己與艾登的資料但被布魯姆的警衛發現，經過一番交戰之後逃出ctOS中心，而艾登從芝加哥市逃到了聖路易，而丁骨打算干擾ctOS讓他們跑到墨西哥之後逃到邁阿密，正當自己準備時，發現自己的同伴兼前同事托比亞斯遭到收尾人襲擊，自己也深陷其中，兩人一起調查後發現是之前在點線面夜店對決的駭客第福特，因為丁骨和2003年美加大停电中第福特兄弟的死有关（關於此事，丁骨表示原本是想要警告人們關於系統的安全性，因為只要一個人就能癱瘓整個系統，沒有想要害人），決定回來復仇，最後丁骨即將被第福特用毒氣殺害時，在托比亞斯協助下駭入通風口毒死第福特，最後兩人決定由他們兩個再加上艾登三人聯合繼續崩潰ctOS。
就在丁骨調查的時候，探員希拉請丁骨幫忙調查，原來在奎恩與“伊拉克”死後，奎恩的兒子與剩下的凡斯羅伊幫群眾聯合再度混亂，請丁骨協助幫忙清理街頭⋯⋯
丁骨調查的同時，布魯姆的副總裁兼ctOS的負責人夏綠蒂·加德納聲稱艾登入侵失敗而留下了蹤跡，打算派人拿下，丁骨展開阻止時夏綠蒂來到了碉堡調查並雇用賞金獵人準備暗殺艾登（提供情報的收尾人似乎誤會艾登和克菈菈的關係，聲稱他們在碉堡度蜜月，但事實上，據遊戲設定，兩人並不是戀愛關係），丁骨嘗試聯繫艾登兩次卻沒有接通（艾登擔心被追蹤，在電話語音表示不會有語音信箱），只好分別來到艾登其中一個藏身點、約蘭達·門德茲的家、妮琪·皮爾斯的家關閉間諜箱並剷除賞金獵人，最後艾登用不明的電話回撥給丁骨，並表示自己碰上一些事導致無法接聽（猜測已經有人企圖拿下但失敗），丁骨雖然沒好氣但還是提醒艾登小心。

## 角色
- 以下為遊戲中比較重要的人物[17][18]，人物譯名以繁體中文版遊戲為準。

### 主角
艾登·皮爾斯（配音：諾姆·詹金斯 / 森川智之 [日语]）
本作主角，一名駭客兼收尾人（Fixer），在本篇開始11個月前與搭擋戴米安四處入侵銀行帳戶或大公司企業網路以盜取金錢，但在梅洛特任務中被反入侵而失敗，事後被報復導致其外甥女莉娜喪生，艾登與戴米安一刀兩斷，揚言要為莉娜報仇為此化身成「私法制裁者」（Vigilante），以打擊犯罪與黑社會勢力。
本性正直，但在莉娜死後變得比以往更為暴戾，為了復仇能不惜一切代價。
用透析器照他會顯示錯誤並打上馬賽克（因為他有干擾）。
於中已離開芝加哥到聖路易，在「獵殺狐狸」中被通緝。
電話語音是「你有可能撥錯電話號碼了，如果是的話請掛斷，但如果你想找我的話，你是找不到的，所以也請掛斷，沒有逼聲之後請你留言這種東西。」
於《看门狗2》短暫出現，與玩家短暂互動。
於《看門狗：自由軍團|DLC 血脈相承》中與《看門狗2》配角扳手，一同以主要可操控角色身分登場。

### 主要人物
克菈菈·里爾（配音：宫岛伊里 [日语]）
駭客組織「死亡安全」（DedSec）的成員，副職紋身繪畫師，艾登的駭客朋友，網名為，擁有高超的駭客技巧。
梅羅德酒店事件後向收尾人公開了艾登與戴米安身份，但因事件造成艾登外甥女喪生而自責，經常獻花拜祭莉娜，公開身份協助艾登復仇時一直隱瞞此事。其後身份被意外揭露後，為艾登所驅逐。最後在莉娜墳墓前獻花時，被奎恩的手下們伏擊，身中兩槍而死。手機裡留下預錄音檔希望艾登能諒解，讓艾登自責不已。
於中提到企圖介紹第福特進入，但遭到否決，兩人的事在「獵殺狐狸」中也被提到，被DecSec的其他駭客誤以為他們兩個為男女朋友（他們兩個並沒有交往）。
約爾迪·秦（配音：亞倫·道格拉斯 / 山野井仁 [日语]）
一名被艾登聘用的收尾人，具有相當的個人原則，如果玩家在最後選擇失敗會將戴米安與艾登擊斃。
最後被艾登撂倒，重傷逃走，後來提供莫里斯監禁的地方。
為達成目的什麼傷天害理都能做，以完成任務。
用透析器照他會顯示錯誤的資訊（因為他有干擾ctOS）。
於《看门狗2》人類條件-不好的藥登場，協助主角並執行收尾人的任務。
於《看門狗：自由軍團|DLC 血脈相承》中以劇情次要角色登場，僅有聲音演出。
丁骨·格雷迪（ ，配音：約翰·坦奇 / 山路和弘 [日语]）
原名雷蒙·肯尼（Raymond Kenny），人稱「老雷」。的開發者之一，創造「伊拉克」的加密系統的人，也是布魯姆的揭發者與2003年美國東北部大停電的罪魁禍首（原本是想要警告人們關於系統的安全性，因為只要一個人就能癱瘓整個系統）。為逃命而隱匿於波尼，當上焊接工、雕刻家等工作。
獲艾登幫助離開波尼後加入駭客行列，協助艾登破解加密系統。
為人暴躁易怒但重情義，喜歡製作有殺傷性武器的機械藝術品。
用透析器照他會顯示錯誤的資訊（因為他有干擾），在中用透析器照他會顯示錯誤並打上馬賽克。
於的主角
根據結局,於《看门狗2》出現并以DedSec成员的身份與玩家互動。
戴米安·布倫克斯（配音：三上哲 [日语]）
職業駭客，從事法醫技師的工作，曾是艾登的拍擋，在梅洛特任務中因堅持駭入而失敗，事後被報復而左腿残疾，兩人也因此拆夥。
梅洛特任務11個月為使艾登再次成為自己的拍擋向相關人士復仇而脅持艾登妹妹妮琪和派人追殺克菈菈，最後於燈塔頂部被艾登射殺。
安東尼·魏德（Anthony Wade）
凡斯羅伊幫的領袖，也是一名駭客高手，代號「伊拉克」，曾參與伊拉克戰爭的退伍軍人。
受命奎恩反入侵艾登與戴米安的人，最終被艾登剷除（死亡後在透析器上被寫上「光榮退伍」），其加密資料也被奪走。
蒂龍·海因斯（Tyrone Hayes，配音：大西健晴 [日语]）
「伊拉克」的表弟，代號「臭蟲」。
被「伊拉克」一手扶植但一直不能擔當大事，在被艾登以證據勒索後被迫協助艾登滲入凡斯羅伊幫以奪取資料，以失敗告終。
誤以為艾登是警察，奪取資料失敗後未死，並與艾登聯絡後逃離芝加哥，但心裡放不下照顧他的奶奶。
因為相較於「伊拉克」，他的性格比較善良，在艾登幹掉「伊拉克」後，也期許他保握機會棄暗投明，不要再跟凡斯羅伊幫有接觸，然而在的劇情中顯示他也建立了一個新的幫派，目前依然在芝加哥。
德莫特·奎恩（配音：中博史 [日语]）
芝加哥著名商家，梅洛特酒店的負責人，同時是芝加哥南方社團的頭目，暗中收買政客與芝加哥市長。曾在多次暗殺中幸運逃脫，人稱「幸運奎恩」（Lucky Quinn）。
下令「伊拉克」反入侵的人。最終在自己的酒店安全間中被艾登干擾心律調節器而死。
其兒子小德莫特·奎恩的事於中被T-Bone提及，艾登與T-Bone討論則認為小德莫特·奎恩沒辦法成為新的幸運奎恩，但T-Bone認為還是要謹慎堤防，畢竟許多凡斯羅伊幫的人在奎恩死後想要繼承他的破鞋。
莫里斯·維加（配音：森田顺平 [日语]）
專為幫派收尾的街頭混混，原本想金盆洗手卻遭幫派以妻女脅迫而接下刺殺主角的任務，卻在梅羅德酒店事件後導致艾登外甥女喪生，事發11個月後被艾登尋獲，因拒絕供出幕後僱主名字而被監禁在約爾迪安排的倉庫裡。
遊戲中玩家可以於城市蒐集維加在拋棄式手機裡錄的的語音紀錄可以了解到最後家人都被帶到人口拍賣會，對於此事，艾登思考著，如果今天立場換作是自己時，會不會對妮琪做出同樣的事情。
遊戲結束後由玩家可選擇將他射殺或離開倉庫。

### 次要人物
妮琪·皮爾斯（Nicky Pearce）
艾登的妹妹，活動規劃師兼業餘唱詩班女高音，在11個月前因梅洛特事件失去女兒莉娜。
希望艾登能夠放棄復仇，並且忘卻莉娜的事情。
在戴米安不能勸說艾登再次當自己的伙伴後被抓走當人質，從中得知艾登是「私法制裁者」，後來被艾登救出並聽從他的建議逃離芝加哥。
在DLC-BAD BLOOD 「獵殺狐狸」中被丁骨提及，自從她們逃離後，警方不斷的到她們家調查，但據說是一無所獲，也被想揪出艾登的所在位置的收尾人列為目標，後被丁骨阻止。
於《看門狗：自由軍團|DLC 血脈相承》中以劇情角色登場。
傑克森·皮爾斯（Jackson Pearce）
艾登的外甥，10歲。因妹妹莉娜的死而患上創傷後壓力心理障礙症，現正接受心理治療，在母親被抓走後不斷的被追殺，後來都是由艾登救出。
後來跟隨母親逃離芝加哥。
於《看門狗：自由軍團|DLC 血脈相承》中已經是倫敦帝國學院博士生，以劇情重要角色登場，玩家也可以在劇情中操控。
莉娜·皮爾斯（Lena Pearce）
艾登的外甥女，因艾登的梅羅德酒店事件遭收尾人攻擊而喪生，得年6歲。
於《看門狗：自由軍團|DLC 血脈相承》中以劇情角色登場（只有聲音）。
約蘭達·門德茲（Yolanda Mendez）
傑克森的心理醫生，與艾登有兩面之緣。在遊戲尾聲接受電視台訪問公開艾登的部分資訊，並公佈早前已經開始編寫關於他的心理研究，但因為曾報警來抓艾登遭到部分實況主批評為牆頭草。
在DLC-BAD BLOOD 「獵殺狐狸」中被丁骨提及，她所編寫關於艾登的心理研究的書的事，但也被想揪出艾登的所在位置的收尾人列為目標，後被丁骨阻止。
夏綠蒂·加德納（Charlotte Gardner）
布魯姆的副總裁，ctOS的負責人。
戴米安以肯尼與「私法制裁者」的情報向夏綠蒂交涉，希望進入ctOS系統，後獲批准。
在拉什摩爾死後成為市長候選人。
在DLC-BAD BLOOD 「獵殺狐狸」再度發現了之前布魯姆測試用的碉堡，找到了艾登的蹤跡。
於看門狗2被提及。
拉什摩爾·唐納文（Rushmore Donovan）
芝加哥市長，與奎恩有交易。
在梅羅德酒店的房間中殺死前女友蘿絲，成為梅羅德事件的導火線。遊戲尾聲中因不明原因死亡，死後其貪污等醜聞相繼被揭發。
蘿絲·華盛頓（Rose Washington）
ctOS的開發者之一，市長的女友，後因為企圖揭發市長的貪污而遭到市長殺害，成為梅羅德事件的導火線。丁骨提到這件事時感到惋惜，認為羅絲與市長走得太近才會惹出殺身之禍，並警告艾登，蘿絲死後，布魯姆創造出跟「貝爾威瑟」（Bellwether）有關的程式碼，非常危險，希望艾登把這個程式碼弄毀，與丁骨、托比亞斯三人打算揭發布魯姆的事。
托比亞斯·弗魯爾（Tobias Frewer）
ctOS的開發者之一，後來因不明原因被開除，變得神經兮兮對人相當警戒（對於此事，艾登擔心自己未來是否可能也會變成這樣）。
現時為居住在橋底的流浪漢，並且經營着專賣電子零件的非法商店（玩家在遊玩主線時可以在於非任務期間過去購買需要額外的駭客元件，DLC-BAD BLOOD無此功能），DedSec曾經光顧過它，偶爾會找到一些稀有的電路板。
於DLC-BAD BLOOD 的配角。
於DLC-BAD BLOOD公開自己有在服用精神藥物，但後來丟棄，對雷射很有興趣。
DLC-BAD BLOOD 結局時說艾登精神異常（因為兩人認識時是被艾登用警棍打的）。
看門狗2未登場，只有被布魯姆的麻煩人物集錄音中提及。
波比（Poppy）
本名迪恩·唐娜（Deane Donna）。在奎恩的俱樂部工作的女孩，在人口販賣中被冒充克里斯平的艾登要求，後被警方救出。
克里斯平·尼古拉斯（Crispin Nicholas）
相當富有的旅外美國人，據說為吃人肉的變態。後被艾登殺掉以進入人口販賣會。
第福特（Defalt）
本名JB·馬可維奇（JB Markowicz）。在「點線面」任職DJ的駭客高手，入侵幾乎不可能駭入的碉堡中公開克菈菈隱瞞的事與奪去所有伊拉克的持有的資料，在此之前更已經成功侵入ctOS系統。
因為2003年美加大停電害死第福特的兄弟，回來復仇。
在DLC-BAD BLOOD 中，玩家在正篇裡除掉的不是本人，而是替身。
在DLC-BAD BLOOD 可以知道，其實之前第福特被克菈菈推薦想加入DecSec，但因為自己有身份與講話過於直接遭到「戴夫」們否決，後來殺害了不少的DecSec的「戴夫」成員洩憤，最後被丁骨阻止。（然而在看門狗2中這設定直接被推翻）
於DLC-BAD BLOOD 的重點反派角色,最終結局要放毒氣殺害丁骨，但反被丁骨、托比亞斯駭入通風口毒殺。
在看門狗2未登場，但是頭像有出現，毒殺第福特的事情有被丁骨提及。
希拉·比林斯
探員，常常接到丁骨的爆料（她稱丁骨為神秘人），在DLC-BAD BLOOD登場，請丁骨清理街頭。

## 開發
以《波斯王子系列》、湯姆·克蘭西遊戲系列及《刺客教條》系列聞名的育碧蒙特利尔於2009年開始進行《看門狗》的開發工作。育碧蒙特利尔的創意總監強納森·莫蘭指出《看門狗》旨在「超越現今開放世界遊戲的極限」，而這個「極限」是指利用信息作情節點和允許玩家透過黑客控制整個城市。
《看門狗》於2012年電子娛樂展覽首次亮相。雖然育碧蒙特利尔在較早前意外地把《看門狗》預告片上載至其YouTube頻道上，但此預告片很快便被移除。展覽上，育碧宣佈《看門狗》的平台為Microsoft Windows。
於2013年2月15日，GameStop一名員工把《看門狗》的一幅推廣圖像和部份遊戲劇情發送至Kotaku。該推廣圖像指出《看門狗》將會於2013年聖誕節發佈，且適用於「所有家用遊戲機」。「所有家用遊戲機」是指Microsoft Windows、PlayStation 3、以及Xbox 360。同年2月19日，GameStop、亞馬遜和百思買開始預售《看門狗》。於2013年2月20日的索尼新聞發布會上，育碧蒙特利尔正式宣佈《看門狗》能夠在PlayStation 4上遊玩。當時，另一個遊戲演示亦被展示。當晚，育碧蒙特利尔宣佈《看門狗》能夠在Wii U上遊玩。
《看門狗》利用一個名為「Disrupt」的新遊戲引擎，而此引擎是育碧蒙特利尔專為此遊戲而製的。資深遊戲製作人多米尼克·蓋伊指出Wii U GamePad與《看門狗》是絕配。而育碧歐洲，中東和非洲執行董事阿蘭·戈睿更指出他們有意以《看門狗》挑戰同類遊戲的地位，如《俠盜獵車手》系列。

## 發布
於2013年4月29日，育碧宣布五個收藏版本有《看門狗》、DedSec版、獨家版、Uplay公司獨家版、特別版和限定版。
GameStop的獨家預購海報比賽是由插畫家亞歷克斯·羅斯創作，基於遊戲的設置在芝加哥。羅斯強調，透過將圖像設置在威利斯大廈和高架火車軌道作為背景。
而原本計劃在2013年底釋出，育碧於2013年10月15日宣布，本作將被推遲到2014年初，以確保其質量，並期望以「傳遞的東西，體現了我們希望看到下一代博彩」。
2014年3月6日，育碧发布了最新预告，并表示本作将于5月27日发售。
2014年7月31日开幕的ChinaJoy 2014上，简体中文化的《看门狗》作为微软Xbox One展台的试玩游戏之一提供了试玩。

### 預發布
PC版遊戲試玩在2012年E3受到從評論家上下的新聞發布會上，稱讚遊戲的「次世代」品質的圖形、其獨特的遊戲。 IGN選定它作為2012年E3的「最佳PC遊戲」，以及作為「最大的驚喜」和「最佳新專利」。
本遊戲也獲得了GAMESPOT的E3 2013「選擇最令人興奮的遊戲獎」。

### 原聲帶
該遊戲的官方配樂是由Brian Reitzell負責。

## 反應

### 評價
《看門狗》普遍獲得了正面回應，在它主打的強項中，評論列舉了駭客攻擊的元素、各種任務和線上多人遊戲模式, 不過實際遊戲畫質被大幅縮水也被招來批評。GameRankings和Metacritic分別給了PlayStation 4版83％和82/100，Xbox One版為78％和78/100，Microsoft Windows版本為77％和81/100的分數。而Xbox 360和PlayStation 3版本的遊戲目前都尚未給分。
審稿人稱讚了遊戲的駭客入侵元素。《Game Informer》的Jeff Marchiafava和GameSpot網站的Kevin VanOrd兩人都特別注意到它已改善了戰鬥系統。IGN的Dan Stapleton稱最具特點的遊戲之一。《Metro》的Ludwig Kietzmann稱入侵方式為「精緻、可靠和準確」，並相信遊戲內的特色提高了整個遊戲整體的水平。而Destructoid的Chris Carter则覺得這駭客功能少使人印象深刻，表示「育碧蒙特婁幾乎沒有什麼革命性的目標要我們去思考」。
爭議是在遊戲發布的一個月前引起，因為育碧被人發現在一個公關活動上，分別給予免費遊戲新聞記者一台Nexus 7的平板電腦作為禮物，已經被許多人視為賄賂行為，以努力提高遊戲的審查成績，和被指控圖像優質售後服務的謊言等負面新聞。
另外，為了通過日本CERO審查，亞洲（中、台、港、澳、日）版本的遊戲畫面被修改：
1.在蜘蛛戰車數位旅成模式中，殺害市民之行為將由加分改為扣分
2.遊戲角色波比（Poppy）之半裸畫面變更為穿戴胸罩
3.人口販子拍賣會上之女子之半裸畫面變更為穿戴胸罩。
此舉引發亞洲玩家的不滿。

### 銷售
《看門狗》打破了育碧史上最大的首日銷量紀錄。《看門狗》亦擊敗了英國IP銷售額紀錄保持者《黑色洛城》。總體而言，《看門狗》是英國推出的17大遊戲之一。遊戲在發佈一周後，已於世界各地售出逾400万套遊戲。

## 電影
據《綜藝》報導，育碧正在連同《刺客教條》、《孤島驚魂》和《瘋狂兔子》的電影，一併開發《看門狗》的電影。索尼在其2013年Gamescom記者會上宣布表示，育碧將由哥倫比亞影業和New Regency拍這部電影，索尼將在美國分發電影和二十世紀福斯將負責國際的發行權。

## 其他
在《刺客信条IV：黑旗》中，現實世界一份資料裡頭有ctOS和布魯姆的相關內容。

## 外部連結
- 官方网站 （英文）
- 官方网站 （中文）
- 產品資訊 （页面存档备份，存于） （英文）
- 網際網路電影資料庫（IMDb）上《看門狗》的資料